# Diplopterys cabrerana
Diplopterys cabrerana (Cuatrec.) B.Gates, 1979 è una pianta della famiglia delle Malpighiaceae originaria del bacino Amazzonico.

## Proprietà
Contiene alcaloidi triptaminici, in particolare DMT (0,17%-1,74%), per questo viene usata dalle popolazioni del sud-America per preparati come l'ayahuasca.